# Свадьба во дворце
«Свадьба во дворце» (молд. Nunta la palat) — советская и молдавская музыкальная кинокомедия, снятая режиссёром Владимиром Иовицэ в 1969 году на студии «Молдова-филм» и ставшая его режиссёрским дебютом.

## Сюжет
Телевидение Молдавии решает снять фольклорный сюжет о свадьбе в молдавском селе. Действие народного торжества должно состояться в новом сельском Дворце культуры. Артист Маноле, который должен сыграть роль жениха, по разным причинам опаздывает. Вместо него, выбирают члена телевизионной группы Матея.
Невестой в телефильме должна стать дочь председателя Моцоя — Лина, которая в ходе съёмок фильма понимает, что влюбилась в Матея. Тот отвечает ей взаимностью…

## В ролях
- Михай Чобану — Моцой
- Марика Балан — режиссёр телевидения
- Юлиан Флоря — Матей
- Василе Брескану — Маноле
- Константин Константинов — Ботоликэ
- Михай Курагэу — Костэкел
- Алла Слепченко — Лина
- Думитру Фусу — милиционер Багрум
- Глеб Саинчук — фольклорист-учёный Танасэ Телелеу
- Александру Олару — Илиеш
- Николай Харин — Николай Харин
- Александра Юрчак — мать невесты